# Кисель

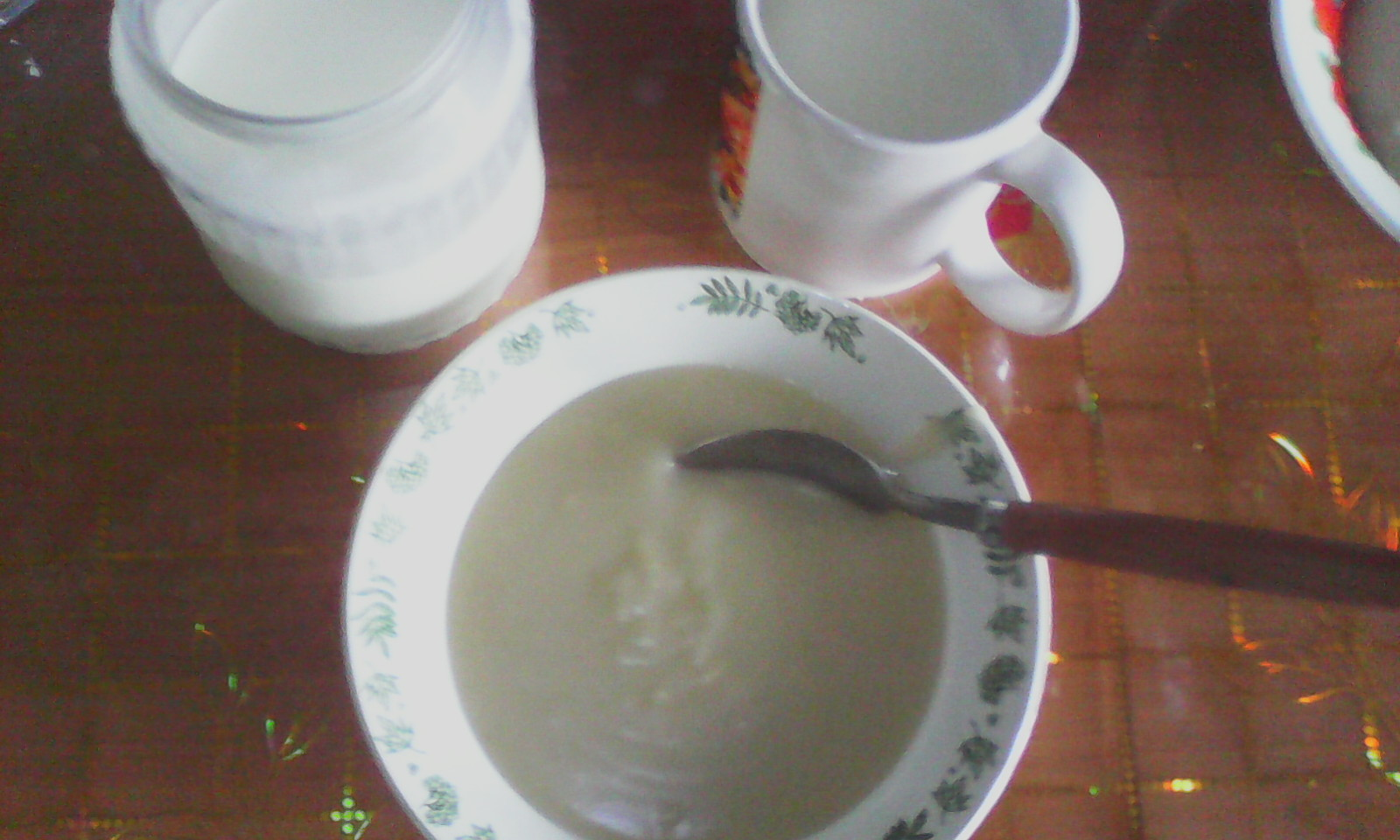
Овсяный кисель — кисло-солёное самостоятельное блюдо

Кисе́ль — студенистое блюдо, приготавливаемое из крахмала или из зерновых культур (овёс, рожь, пшеница, конопля, горох).
Кислый зерновой кисель (в источниках: русский кисель, белый кисель, традиционный кисель) — студенистое самостоятельное второе блюдо, приготавливаемое путём заквашивания смеси воды с крупой или мукой из овса, ржи, пшеницы. Русское народное блюдо, от которого произошло слово «кисель». Кисель из ржаной, овсяной, пшеничной муки едят с сытой, молоком, или маслом.
Гороховый кисель (пресный, без заквашивания) едят с мясным бульоном. Овсяный, ржаной, пшеничный кисели ставятся на опаре и закваске. В отличие от ягодно-фруктового киселя на крахмале, являющегося десертом или напитком, мучной кисель выступает как самостоятельное блюдо, которое современные кулинары относят к первым блюдам (в жидком состоянии) или к кашам (в загустевшем виде). Кисели на зерновой основе существовали уже 9000 лет назад в древних Анатолии и Месопотамии, есть и упоминание о них в шумерских и аккадских текстах. Суп на основе овсяного киселя (жур) является одним из характерных национальных блюд польской и белорусской кухонь.
Фруктово-ягодный сладкий кисель (в некоторых источниках: «красный кисель») — сладкое десертное желеобразное или жидкое третье блюдо, приготавливаемое из свежих и сушеных фруктов и ягод, фруктово-ягодных соков, сиропов, варенья, молока с добавлением картофельного или кукурузного крахмала, сахара или мёда. Кисель быстр в приготовлении. Большинство киселей готовится с добавлением сахара. Обычно в фруктово-ягодные кисели добавляют картофельный крахмал, а в молочные и миндальные  —  кукурузный. Быстрое вливание разведённого крахмала в кипящий раствор обеспечивает однородность киселя.
Кисель начинают варить из готовых сухих концентратов или путём смешивания компонентов. В зависимости от соотношения воды и крахмала, бывают желеобразные, полужидкие и жидкие кисели. В зависимости от густоты, употребляются как самостоятельное десертное блюдо, в качестве подливки к десертам, напитка.

## Этимология
Слово кисель произошло от общеславянского «киселъ» (кислый, квашеный), с той же основой, что и кысати, от ки́слый кисе́ль м., укр. ки́слий, кисíль, церк.-слав. кыслъ, кыселъ, болг. ки́сел м., ки́села ж., сербохорв. ки̏сео м., ки̏села ж., диал. ки̏сао м., ки̏сла ж., словен. kísel, чеш. kyselý, словац. kyslý, пол. kisłу «кислый», kisiel м. «кисель», в.-луж. kisały «кислый». Другая ступень чередования: квас (см.). Из *kūts-, ср. лат. kûsât «кипеть», kūsuls «ключ, родник», далее, вероятно, к др.-инд. kuthitas «вонючий», kōthayati «даёт истлеть». Значение польского слова kisiel совпадет с русским кисель, украинским кисть, в то время как словац. kysel (kyselica, parovec) обозначает вид кислой похлёбки или густое кашеобразное «кислое» кушанье, первоначально приготовлявшееся на заквашенном тесте, иногда на муке, отрубях, сыворотке, щавеле, на соке кислой капусты.

## История киселя

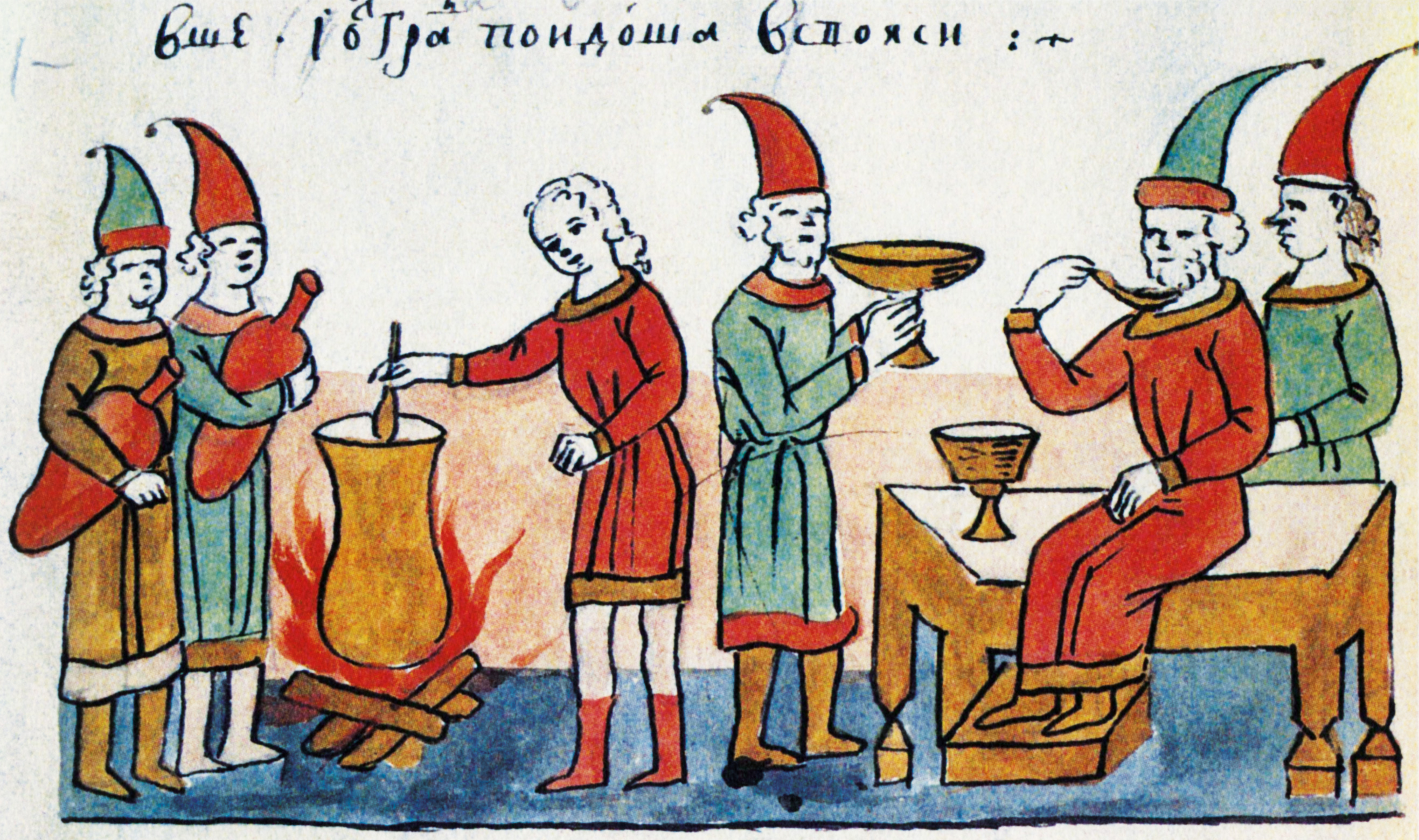
Оборона Белгорода: кисель из колодца. Миниатюра Радзивиловской летописи

Для получения киселя в древности заквашивали овсяное молочко (получается при смешивании с водой овсяной муки или при отжиме замоченной крупы), от чего и произошло слово кисель.
Овсяные, ржаные, пшеничные кисели относятся к древнейшим русским кушаньям. Кисели были повседневным блюдом, а также и обрядовым на поминках, тризнах. В горячем виде овсяный кисель чаще ели с льняным или конопляным маслом, а остывший и загустевший (ср. дежень) резали ножом и ели с молоком, вареньем или жареным луком.
В XVII веке на Руси возникают кисельники или кисельщики, которые производили кисель в больших количествах и торговали им из бочек на базарах, улицах. В XVI—XVIII веках это была распространённая профессия. Селились кисельники обычно в одном районе (Кисельная слобода), отсюда и произошли такие названия, как Большой, Малый и Нижний Кисельные переулки, а также Кисельный тупик.

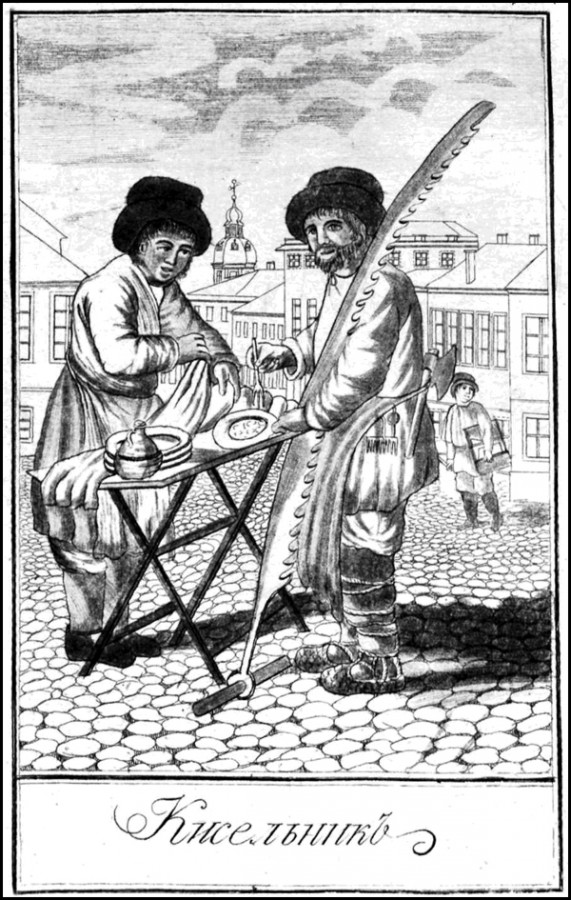
Кисельник — продавец овсяного киселя

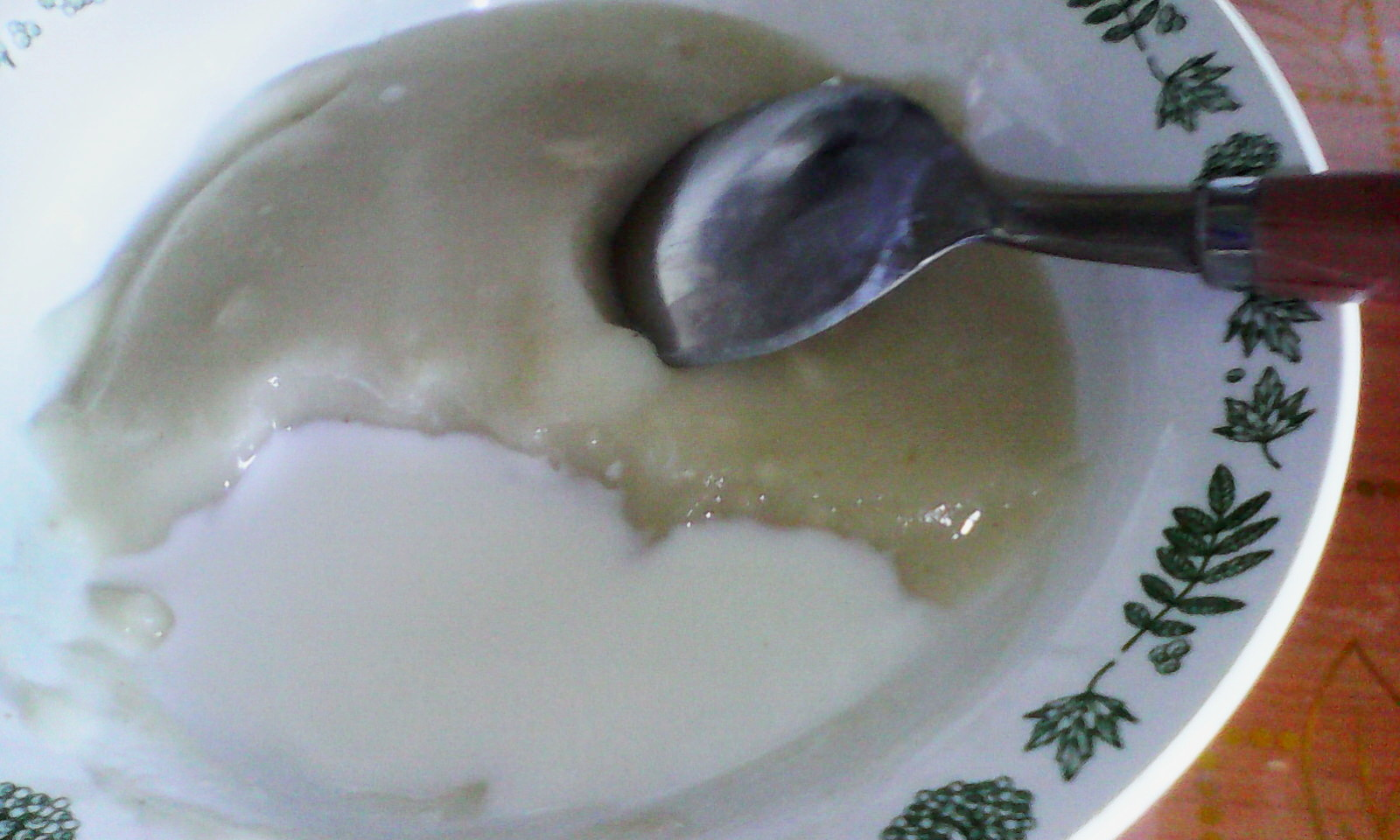
«Молочная речка и кисельные берега»

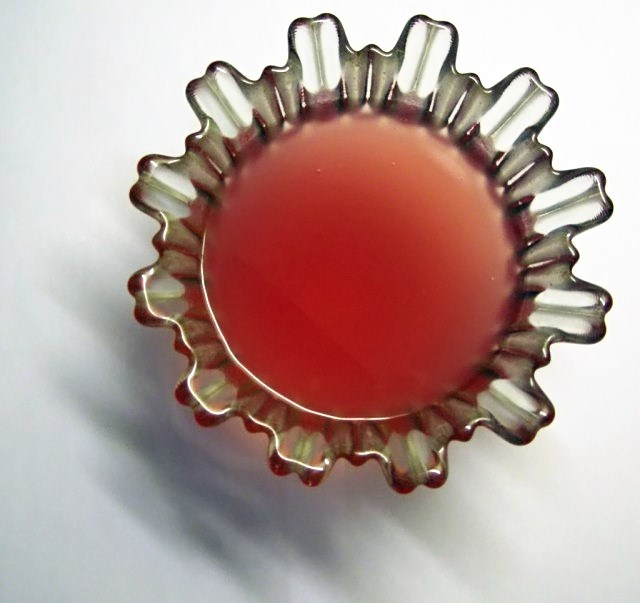
Десерт из густого сладкого фруктово-ягодного киселя

Сладкие фруктово-ягодные кисели, появившиеся позднее в XIX веке, когда в России распространился картофель и дешёвый картофельный крахмал, унаследовали это название. Более широкому внедрению таких киселей способствовали их более простая рецептура и незначительное время приготовления, обусловленное отсутствием заквашивания при приготовлении. В Европейских странах слово «кисель» заимствовано из русского языка. Так, к примеру, эст. kissel, латыш. ķīselis, лит. kisielius, нем. kissel — означают овсяный кисель. Фруктово-ягодные сладкие кисели на основе крахмала не имеют общего наименования ни в одном западноевропейском языке (причисляются к фруктовым кашам, гущам, подливкам, сюльтам, фруктовым соусам и так далее).

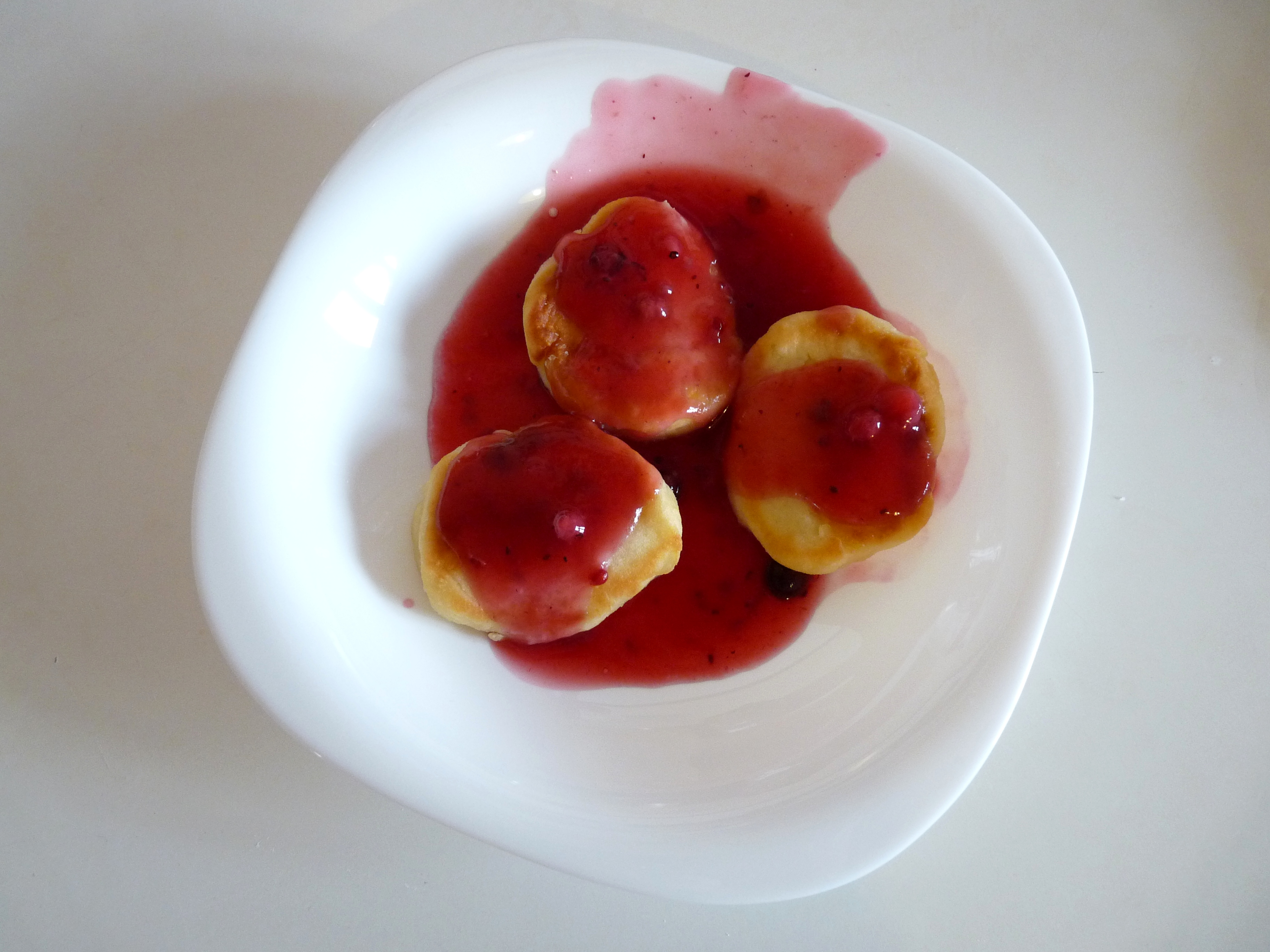
Сырники с подливкой из жидкого фруктово-ягодного сладкого киселя

Оригинальный текст (ст.-слав.)... се же время увьдъша печенъзи, яко князя ньту, и придоша и сташа около Бьлагорода. И не дадяху выльсти из города, и бысть гладъ великъ в городъ, и не бъ лзъ Володимеру помочи, не бъ бо вой у него, печенъгъ же множъство много. И удолжися остоя в городъ, и бъ гладъ великъ. И створиша въче в городъ и ръша: «Се уже хочемъ померети от глада, а от князя помочи нъту. Да луче ли ны померети? Въдадимся печенъгомъ, да кого живять, кого ли умертвять; уже помираем от глада». И тако совът створиша. Бъ же единъ старець не былъ на въчи томь, и въпрашаше: «Что ради въче было?» И людье повъдаша ему, яко утро хотят ся людье передати печенъгом. Се слышавъ, посла по старъйшины градьскыя, и рече имъ: «Слышахъ, яко хочете ся передачи печенъгом». Они же ръша: «Не стерпять людье глада». И рече имъ: «Послушайте мене не передайтеся за 3 дни, и я вы что велю, створите». Они же, ради объщашася послушати И рече имъ: «Сберъте аче* и по горсти овса, или пшеницъ, ли отрубъ». Они же шедше ради снискаша. И повель женамъ створити цъжь*, в немь же варять кисель, и повелъ ископати колодязь, и вставити тамо кадь, и нальяти цьжа кадь. И повелъ другый колодязь ископати, и вставити тамо кадь, и повелъ искати меду. Они же шедше, взяша меду лукно, бъ бо погребено в княжи медуши. И повелъ росытити велми и въльяти в кадь в друзъмь колодязи. Утро же повелъ послати по печенъгы. И горожане же ръша, шедше к печенъгомъ: «Поймьте к собъ таль* нашь, а вы поидъте до 10 мужъ в градъ, да видите, что ся дъеть в градъ нашем». Печеньзи же ради бывше, мняще, яко предатися хотять, пояша у них тали, а сами избраша лучьшиъ мужи в родехъ и послаша в градъ, да розглядають в городъ, что ся дъеть*. И придоша в городъ, и рекоша имъ людье: «Почто губите себе? Коли можете престояти нас? Аще стоите за 10 лътъ, что можете створите нам? Имъемь бо кормлю от землъ. Аще ли не въруете, да узрите своими очима». И приведоша я къ кладязю, идъже цъжь, и почерпоша въдромъ и льяша в латки. И яко свариша кисель, и поимше придоша с ними к другому кладязю, и почерпоша сыты*, и почаша ясти сами первое, потомь же печенъзи. И удивишася, и рекоша: «Не имуть въры наши князи, аще не ядять сами». Людье же нальяша корчагу цъжа и сыты от колодязя, и вдаша печенъгом. Они же пришедше повъдаша вся бывшая. И варивше яша князи печенъзьстии, и подивишася. И поимше тали своя и оньхъ пустивше, въсташа от града, въсвояси идоша.
— Повесть временных лет
Василий Белов писал: «Овсяный кисель — любимейшая русская еда». Это о нём сложена пословица: «Царю да киселю места всегда хватит». Рецепты овсяного киселя встречаются в «Домострое» и монастырских рецептах XVI века, где кисель упоминается как незаменимое блюдо в период поста: сытный и не требует много времени на приготовление. В XVIII—XIX веках по Москве и Петербургу ходили продавцы твёрдых киселей — кисельщики. Иностранцы называли овсяный кисель «русским бальзамом». Разнообразными были керамические формы для приготовления киселей — латки, кисельницы. Внутри их покрывали разноцветной глазурью, края имели волнистые очертания, а на дне делали изображение рака или рыбы (Вологодская губерния) или концентрические круги (Новгородская губерния). Застывший кисель выкладывали на блюдо узором наверх.

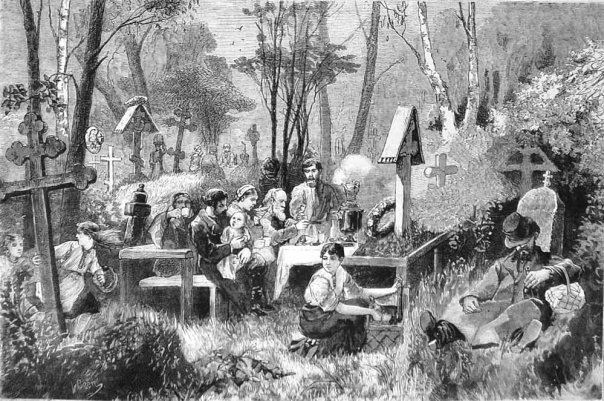
Мучной кисель был обязательным блюдом на поминках

Традиционный кисель — запаренная кипятком мука, чаще всего овсяная, реже пшённая, пшеничная и другая, подслащённая и оставленная сбраживаться («кваситься») в тепле, затем процеженная и упаренная в печи, употребляется холодным. Традиционный кисель считался обязательным блюдом на поминках наряду с кутьёй и блинами. Обычно трапеза начиналась с блинов, но в некоторых местах первым подавали кисель: в Костромской губернии подавали «кисель с братом» (то есть с сулоем — настоем из овсяной муки), в Виленской губернии — жидкий кисель с грибами — жур. Кисель варили в главные календарные поминальные дни. Русские — в «родительские» субботы и Чистый четверг; поляки — в Задушные дни (поминовения Всех Святых 1 ноября и душ умерших родственников 2 ноября).
У поляков, словаков и, отчасти, мораван кисель на закваске и жур обязательно входили в состав рождественского ужина (ср. постный борщ у восточных славян). У белорусов, украинцев и русских известен рождественский и новогодний обряд кормления овсяным киселём Мороза. В Полесье одним из блюд, которым одаривали колядовщиков, наряду с хлебом и выпечкой, был кисель. У чехов традиционный кисель издавна и до сих пор распространён на северо-востоке, в Крконошах, на границе с Польшей, подаётся в виде супа на грибном бульоне наподобие жура, но не имеет особого праздничного значения.
Кисель был распространённым кушаньем во время постов. В Костромской губернии в пятницу на первой неделе Великого поста зятья угощали родителей своих жён киселём с маслом. На время поста приходилось и угощение домового у русских — в полночь на святого Власия 11 февраля (30 января) варили кисель и звали: «Иди, милай, иди кисель йисти!». Символическое значение киселя и жура как постных блюд особенно заметно в обрядности Великого поста. У поляков обрядовое уничтожение и изгнание киселя и жура, приходившееся на последние дни Великого поста, символизировало его окончание. Некоторые словацкие и моравские обряды изгнания киселя по форме близки к польскому изгнанию жура. У мораван один из парней влезал на дерево с горшком «киселя» и обливал им стоящих внизу. У словаков в Венгрии в Вербное воскресенье молодёжь ходила «выносить кисель», то есть обходили село с горшком киселя, который затем разбивала об землю. У словаков и мораван основной формой «изгнания киселя» были действия с соломенной куклой (называемой kiselica или kýsel), аналогичные обряду вынесения Марены или смерти. При этом девушки пели: «Несём, несём кисель, четыре года висел, на пятый упал, как упал, так и завял. Смерть, смерть жестокая, а киселица невкусная. Киселицу съедим, а смерть утопим». В некоторых западноаславянских традициях обряды «приводов» киселя и жура включали ритуальные действия типа бесчинств.
Овсяным киселём русские отмечали день Натальи-овсяницы (26 августа по ст. ст.), когда в одних местах начинали, а в других — заканчивали уборку овса.
Овсяный кисель на свадьбе был зна́ком, что пора уходить (ср. его рус. название выгонец).
В русских волшебных сказках связь киселя с миром мёртвых отражена в сюжетах, где герой попадает на «тот свет» или (что одно и то же) в тридевятое царство, он видит молочные или медовые реки с кисельными берегами.
С появлением недорогого картофельного крахмала в XIX веке — способ приготовления киселей существенно изменился. В России появление крахмала связывают с работами учёного агронома, деятеля Вольного экономического общества А. Т. Болотова. Болотов разработал простой и экономичный способ получения крахмала из клубней картофеля, ведь ранее применявшийся метод был очень трудоёмким и требовал больших материальных затрат. Рецепт же ягодного и фруктового киселей сложился лишь в XX веке.
В настоящее время кислые кисели готовятся из крупяной муки или из хлопьев. Сладкие кисели готовятся как из крахмала, так и выпускаются промышленным способом сухие порошкообразные или брикетированные концентраты (для приготовления путём кипячения, либо растворимые в воде).

## Виды традиционных киселей

### Овсяный
Ещё в XIX веке овсяный кисель имел повсеместное распространение у русских, украинцев, белорусов, западных славян, а также у прибалтийских народов. На Русском Севере овсяный кисель называли «выгоняло», «разгоня», так как его подача на праздничный стол означала завершение пиршества.
Способ приготовления. С вечера разводят водой овсяную муку, добавляют хлебную закваску или кладут в неё кусок чёрного кислого хлеба. Ночью мучная масса киснет. Утром процеживают сквозь сито, добавляют соль и кипятят до готовности, постоянно помешивая. Полученную массу выливают в глубокое блюдо или специальную форму и дают остыть. Подают с растительным маслом или миндальным молоком. На Русском Севере горячий овсяный кисель подают с маслом, а холодный — с молоком.

### Молочный с сулоем
Отруби пшеничные или ржаные просеивают, заливают холодной водой и оставляют на сутки, процеживают, опять заливают холодной водой, размешивают, дают отстояться, сливают воду с сулоем и так их промывают ещё 2—3 раза. Этого сулоя берут несколько ложек, заливают молоком или смесью молока и сливок, доводят до кипения и варят, помешивая, пока кисель загустеет. Затем его разливают в посуду, остужают и подают со сливками.

### Ржаной и пшеничный (мучной)
Готовят ржаное или пшеничное тесто как для хлебов или пирогов, разводят водой, процеживают, добавляют немного соли, кипятят до загустения и разливают в тарелки или миски, смазанные маслом. Можно есть этот кисель так же, как овсяный, не только холодным, но и горячим. К холодным киселям подают медовую сыть (разведённый в воде мёд), а к горячему — патоку или мёд.
Густой кисель становится кашей. Кашу из ржаной или пшеничной муки и солода называют кулагой, а кашу из закисшего или засолоденного ржаного теста — саладухой.

### Ячменный
Ячменную муку и мякину заливают водой и ставят в печь. Затем процеживают сквозь сито и снова ставят в печь до тех пор, пока хорошо не уварится. Кисель едят горячим или холодным в скоромные дни с молоком и сметаной, в постные — с ягодами и суслом.

### Гороховый
Гороховую муку заливают постепенно горячей водой, непрерывно мешая ложкой, и при слабом нагреве кипятят, пока кисель загустеет. Затем добавляют соль, перемешивают, разливают в тарелки. Гороховый кисель употребляется как в горячем, а чаще в холодном виде. Перед подачей поливают растительным маслом (раньше использовали льняное или конопляное масло).

## Влияние на здоровье
Кисель на основе крахмала — питательное, калорийное блюдо из-за содержания в нём крахмала.

## Поговорки и пословицы
- Киселя похлебать и за семь вёрст поедешь[24].
- Царю и киселю место всегда найдётся[24].
- Та же опара, да кисель другой[24].
- Мужик простой, что кисель густой[24].
- Где кисель, тут и сел; где пирог, тут и лёг[49].